# Alisterus scapularis
Il parrocchetto reale australiano o pappagallo re australiano (Alisterus scapularis (Lichtenstein, 1818)) è un uccello appartenente alla famiglia Psittaculidae, endemico dell'Australia.

## Descrizione

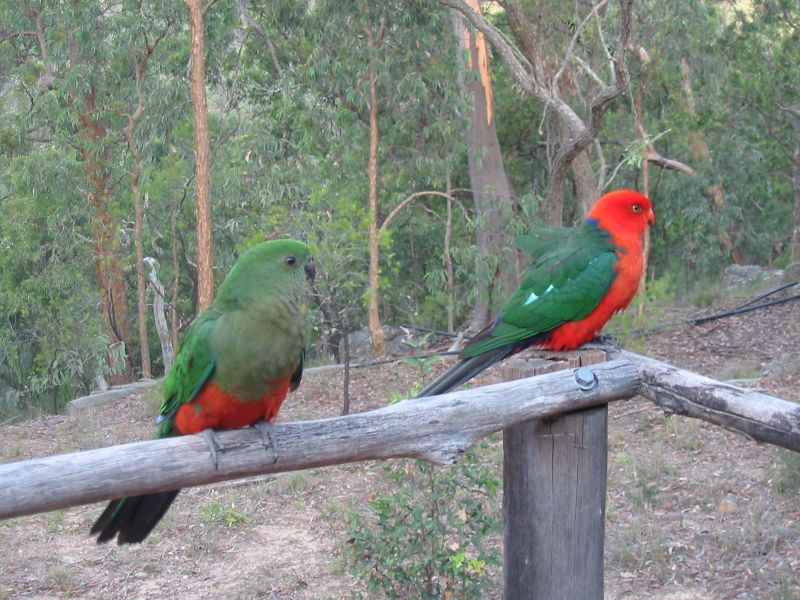
Femmina (a sinistra) e maschio (a destra)

Il piumaggio generale delle parti superiori è verde, con codrione blu, quello delle parti inferiori rosso, la taglia si aggira attorno ai 43 cm per la specie di riferimento A. s. scapularis, mentre per la sottospecie A. s. minor la taglia è leggermente ridotta e in generale l'uccello si presenta più snello. Il dimorfismo sessuale è evidente: il maschio ha la testa completamente rossa, con una banda laterale sulle ali di un verde più chiaro, il ramo superiore del becco arancio e quello inferiore nero; la femmina ha la testa verde con un cappuccio che scende fino al petto dove inizia il rosso, il becco è interamente nero. In entrambi i sessi l'iride è gialla e le zampe sono di colore grigio scuro. Gli immaturi sono simili alla femmina con becco e iride bruno.

## Biologia
Si muove in coppia o in piccoli gruppi; in autunno i giovani tendono a formare bande di 20-30 individui. Si nutre di bacche, fiori, gemme, frutta, semi, in particolare quelli di acacia e di eucalipto. Il periodo riproduttivo va da settembre a febbraio, la femmina depone 3-6 uova nel cavo di un albero e le cova per circa 21 giorni. I piccoli lasciano il nido a circa 5-6 settimane dalla schiusa.

## Distribuzione e habitat
È presente sulla costa orientale dell'Australia, dal nord del Queensland a sud della regione Victoria; abbastanza comune ma è scomparso da alcune zone dove l'eucalipto è stato disboscato per far posto a specie non indigene come il Pinus radiata. In cattività è ben conosciuto, anche se non diffusissimo e la prima riproduzione documentata è avvenuta in Germania nel 1880.
Vive nelle foreste tropicali, nei boschi di eucalipto, nelle boscaglie lungo i fiumi, fino a 1600 metri di quota. Occasionalmente è segnalato nelle savane attigue alle foreste a galleria e, lontano dalla stagione degli amori, anche nei giardini e nei parchi cittadini.